# Kommunikációs zavar
A kommunikációs zavar más személyekkel való beszélgetés vagy barátság, levélbarátság vagy partnerség létesítésére való képtelenség, illetve annak erős korlátozottsága.
A kommunikációs zavar speciális és extrém formája a mutizmus (lat. mutitas = némaság, mutus, -a, -um = néma) és a pszichogén hallgatás (makacs, tudatosan bevezetett vagy pszichés hallgatás anélkül, hogy a beszédképző szervek bármilyen károsodást szenvedtek volna).
A zavarok lehetséges formái: lárma, idegen nyelvek, koncentráló képesség hiánya, érdektelenség, személyes problémák, kiejtés és hangsúlyozás, mondatszerkesztés, betegség, anyaghiány, szakzsargon, kettős értelem (ellentmondó üzenetek).
A fogalmat kibővített és szélesebb módon is értelmezhetjük, mert a kommunikációs zavarok az emberi élet minden területén megjelennek – mind szakmai, mind magánéleti értelemben – és majd mindennaposak. Míg a kisebb, többnyire következmény nélkül maradó zavarok (például a partneri kapcsolatokban és a csoportokban) a személyes kezelési módokkal és beszélgetési formákkal, testi, érzelmi vagy humoros reakciókkal feloldódnak, addig léteznek az állandósult, erősen megterhelő formák kezelésére különböző eljárásmódok, tréningek és terápiák:
- partnerkapcsolati és házassági tanácsadás, kommunikációs és csoportterápiák;
- nevelési tanácsadás, a családkonferenciák különböző formái;
- mediáció munkahelyi mobbing, a személyzet képviseletébe való beavatkozás stb. esetén;
- a felnőttképző és önsegítő csoportok egyes formái;
- pszichoterápia – speciális esetekben is , pl.: depresszió okozta zavarok esetén;
- speciális pedagógia és a pszichiátria speciális formái;
- erőszak és szélsőséges viselkedés esetén rendőri beavatkozás vagy jogi eljárás okán.